# Orchis spitzelii
Orchis spitzelii là một loài lan được tìm thấy ở Thụy Điển (Gotland), miền đông Tây Ban Nha to the Kavkaz and tây bắc Africa.

## Hình ảnh

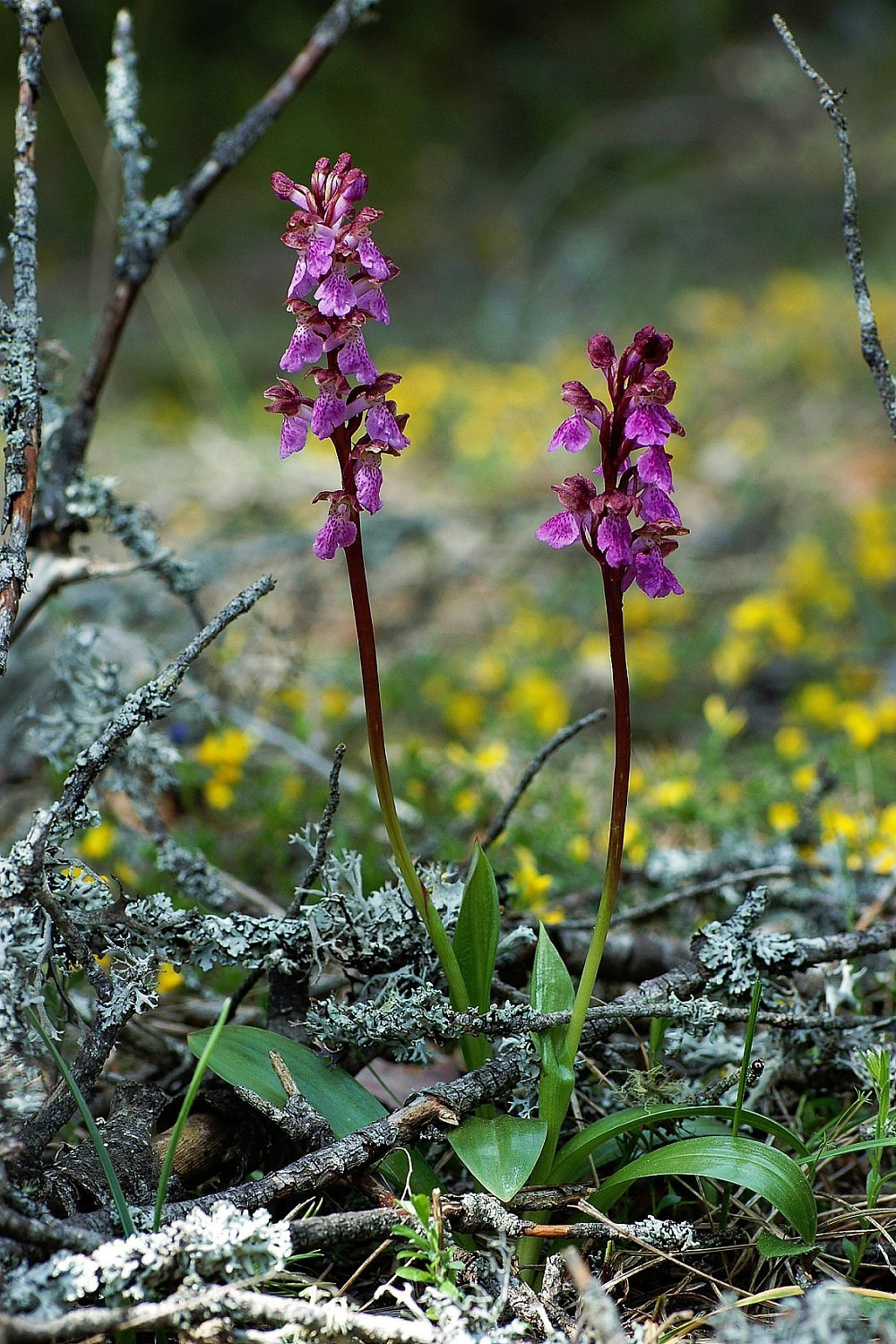
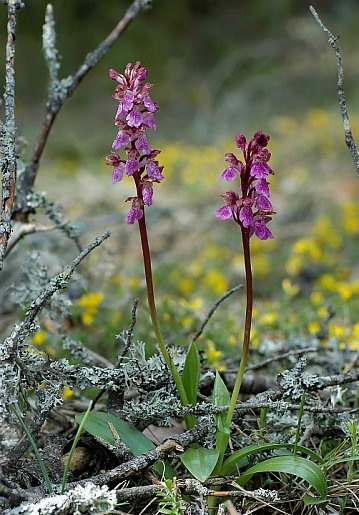
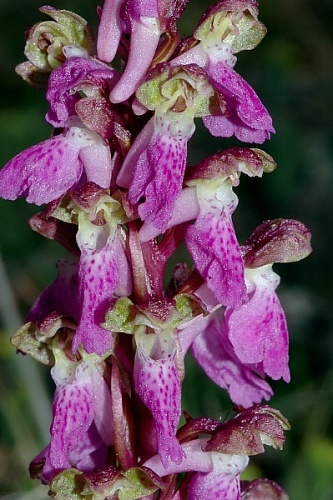
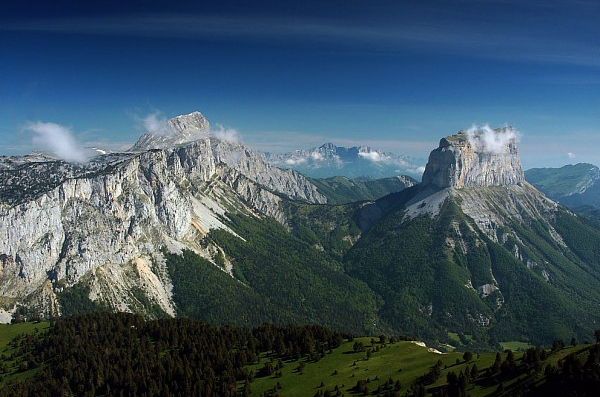